# Liste des navires de la Kriegsmarine
Cette liste des navires de la Kriegsmarine inclut l'ensemble des navires commandés par la marine allemande pour la période du Troisième Reich  de 1935 à la fin de la Seconde Guerre mondiale en 1945.
Cette liste reste incomplète.

## Cuirassés

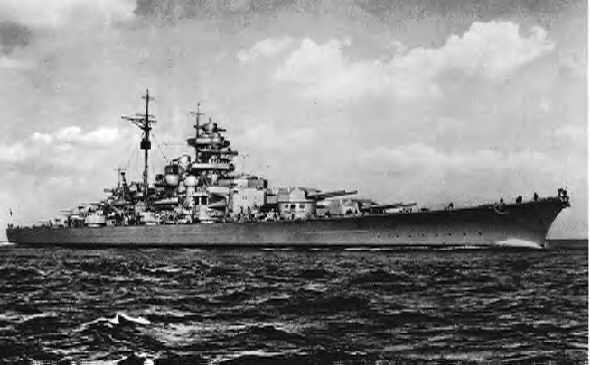
Cuirassé Bismarck.

- Classe Bismarck :
  - Bismarck (1939)
  - Tirpitz (1939)
- Classe Scharnhorst :
  - Gneisenau (1936)
  - Scharnhorst (1936)

## Pré-dreadnought
- Classe Deutschland :
  - Schleswig-Holstein (1906)
  - Schlesien (1906)

## Croiseurs lourds

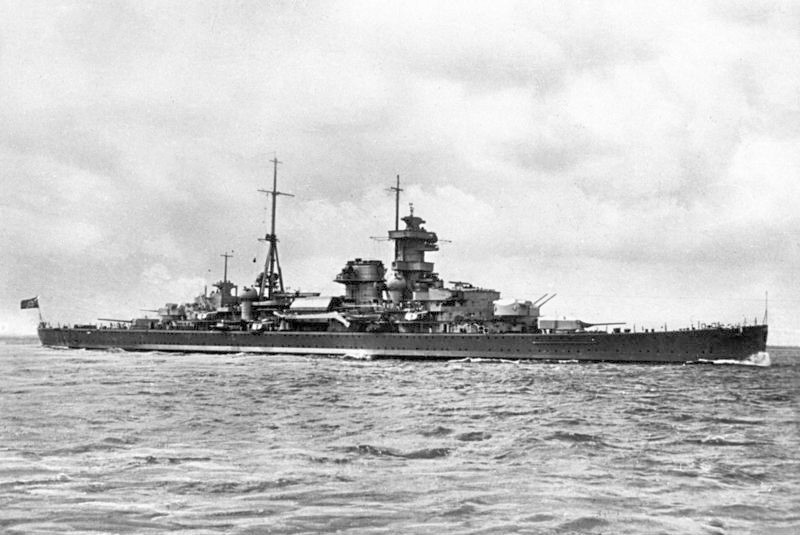
Admiral Hipper.

- Classe Deutschland :
  - Lützow (1931)
  - Admiral Scheer (1933)
  - Admiral Graf Spee (1934)
- Classe Admiral Hipper :
  - Admiral Hipper (1937)
  - Blücher (1937)
  - Prinz Eugen (1938)

## Croiseurs légers
- Emden (1925)
- Classe Königsberg :
  - Königsberg (1925)
  - Karlsruhe (1927)
  - Köln (1928)
- Classe Leipzig :
  - Leipzig (1929)
  - Nürnberg (1934)

## Croiseurs auxiliaires
- HSK 1 Orion (1930)
- HSK 2 Atlantis (1937)
- HSK 3 Widder (1930)
- HSK 4 Thor (1938)
- HSK 5 Pinguin (1936)
- HSK 6 Stier (1936)
- HSK 7 Komet (1937)
- HSK 8 Kormoran (1938)
- HSK 9 Michel (1939)
- HSK 10 Coronel (1938)
- HSK 11 Hansa (1940)

## Destroyers
- Type 1934 : (1937) 
  - Z 1 Leberecht Maass
  - Z 2 Georg Thiele
  - Z 3 Max Schultz
  - Z 4 Richard Beitzen
- Type 1934A : (1937-39)
  - Z 5 Paul Jacobi
  - Z 6 Theodor Riedel
  - Z 7 Hermann Schoemann
  - Z 8 Bruno Heinemann
  - Z 9 Wolfgang Zenker
  - Z 10 Hans Lody
  - Z 11 Bernd von Arnim
  - Z 12 Erich Giese
  - Z 13 Erich Koellner
  - Z 14 Friedrich Ihn
  - Z 15 Erich Steinbrinck
  - Z 16 Friedrich Eckoldt
- Type 1936 :
  - Z 17 Diether von Roeder
  - Z 18 Hans Lüdemann
  - Z 19 Hermann Künne
  - Z 20 Karl Galster
  - Z 21 Wilhelm Heidkamp
  - Z 22 Anton Schmitt
- Type 1936A :

Z 23, Z 24, Z 25, Z 26, Z 27, Z 28, Z 29, Z 30
- Type 1936A (Mob) :

Z 31, Z 32, Z 33 (en), Z 34 (en), Z 35 (en), Z 36 (en), Z 37 (en), Z 38 (en), Z 39 (en)
- Type 1936B :

Z 35, Z 36, Z 43, Z 44, Z 45
- Gerard Callenburgh ( Pays-Bas) :

ZH1 (ex-Gerard Callenburgh)

## Torpilleurs
- Type 1923 ou Classe Raubvogel :

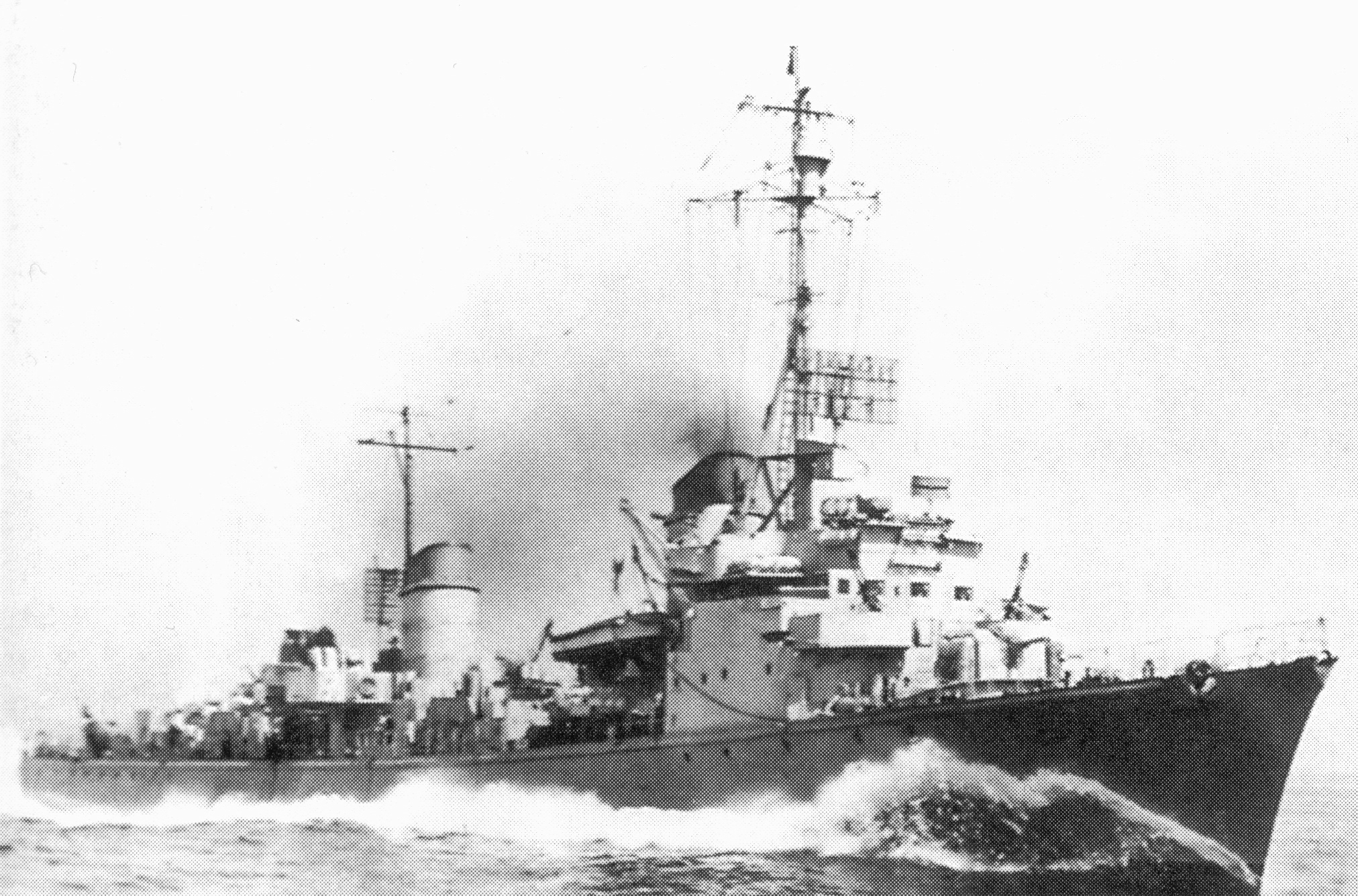
T-35.

Möwe, Greif, Seeadler, Albatros, Kodor et Falke
- Type 1924 ou Classe Raubtier :

Wolf, Iltis, Jaguar, Leopard, Luchs et Tiger
- Type 1935 :

T1, T2, T3, T4, T5, T6, T7, T8, T9, T10, T11 et T12
- Type 1937 :

T13, T14, T15, T16, T17, T18, T19, T20 et T21
- Type 1939 ou Classe Elbing :

T22, T23..., T35 et T36

## Dragueur de mines
- Classe M1935 :

M1 à M24
- Classe M1938 :

M25 à M36
- Classe M1939 :

M37 à M39, M81 à M85, M101 à M104, M131 à M133, M151 à M156, M201 à M206, M251 à M256
- Classe M1940 :

M261 à M496
- Classe M1943 :

M601 à M808
- R boot
- Sperrbrecher

## Mouilleur de mines
- Brandeburg (ex-Kita  France)
- Brummer (1)

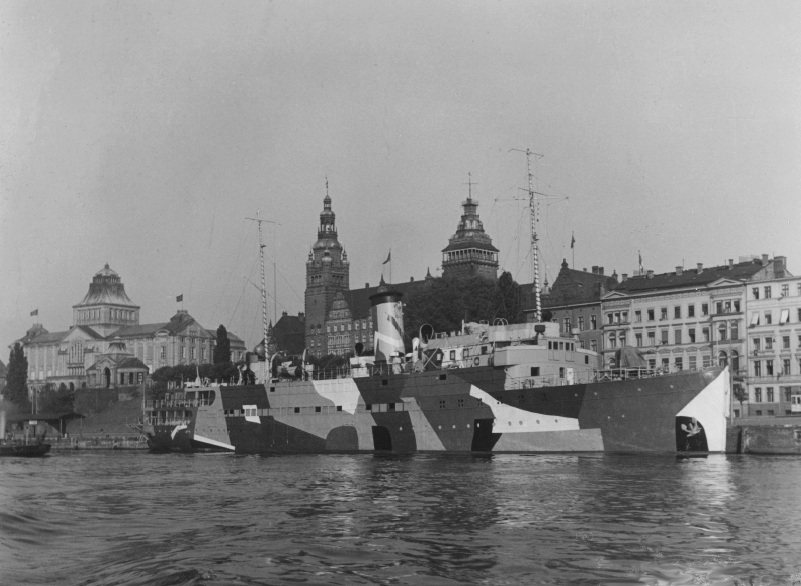
Le Preußen.

- Brummer (2)  (ex-HNoMS Olav Tryggvason  Norvège)
- Doggerbank  (ex-Speybank  Royaume-Uni)
- Drache (ex-Zmaj  Yougoslavie)
- Elsaß (ex-Côte d'Azur  France)
- Hansestadt Danzig
- Kaiser
- Kamerun (ex-HNoMS Rauma  Norvège)
- Kiebitz (ex-Ramb III  Italie)
- Lothringen
- Niedersachsen (ex-Guyane  France)
- Oldenburg (ex-Garigliano  Italie)
- Ostmark (ex-Côte d'Argent  France)
- Pommern  (ex-Belain d'Esnambuc  France)
- Preußen
- Tannenberg
- Togo (ex-HNoMS Otra  Norvège)
- Ulm

## S-Boots
- Schnellboot : Classes S-1, S-26, S-30, S-38,S-38b, S-100 et S-151

## U-Boots
- Unterseeboot type I
- Unterseeboot type II
- Unterseeboot type XVIIB
- Unterseeboot type VII
- Unterseeboot type IX
- Unterseeboot type VII
- Unterseeboot type XIV
- Unterseeboot type XXI
- Unterseeboot type XXIII

## Navires auxiliaires
- Transporteurs de troupe :
  - Cap Arcona, 1927
  - Deutschland, 1923
  - Goya, 1940
  - Steuben, 1923
  - Wilhelm Gustloff, 1937
  - SS Hamburg 1926
  - SS Pretoria 1936
  - SS Albert Ballin/Hansa 1923
- Voiliers écoles :
  - Niobe (1913)
  - Gorch Fock I (1933)
  - Horst Wessel (1936)
  - Albert Leo Schlageter (1937)